# Giải bóng đá hạng Ba Quốc gia Việt Nam
Giải bóng đá hạng Ba Quốc gia Việt Nam hay Giải hạng Ba (tiếng Anh: Vietnamese Football League Third Division) là một giải bóng đá ở Việt Nam. Đây là hạng đấu thứ 4, thấp nhất trong hệ thống giải bóng đá nam Việt Nam, xếp sau V.League 1 (Giải Vô địch Quốc gia), V.League 2 (Giải hạng Nhất Quốc gia) và Giải hạng Nhì Quốc gia do Liên đoàn Bóng đá Việt Nam (VFF) tổ chức hàng năm để lựa chọn đội bóng lên thi đấu tại giải hạng Nhì mùa giải kế tiếp.

## Lịch sử
| Mùa giải | Đội thăng hạng                                                                  | Ref   |
| -------- | ------------------------------------------------------------------------------- | ----- |
| 2005     | Sara Thành Vinh Thành Nghĩa Dung Quất Quảng Ngãi B Cà Mau Quân khu 2 Trảng Bàng | [ 3 ] |
| 2006     | T&T Hà Nội Quân khu 9                                                           | [ 4 ] |
| 2007     | TDC Bình Dương Hoà Phát Hà Nội B                                                | [ 5 ] |
| 2008     | Thể Công B, Maseco Arirang                                                      |       |
| 2009     | Megastar E&C Nam Định, DIC Bà Rịa Vũng Tàu                                      |       |
| 2010     | Phú Yên, Bình Phước                                                             |       |
| 2011     | Khatoco Khánh Hòa B, Sài Gòn Xuân Thành B                                       |       |
| 2012     | Viettel B, Vĩnh Long                                                            |       |
| 2013     | Kom Tum, Lâm Đồng, Bình Phước, Đồng Nai B, Bến Tre                              |       |
| 2014     | Mancons Sài Gòn, Bình Định                                                      |       |
| 2015     | Viettel B, Hà Nội T&T B, An Giang, PVF                                          |       |
| 2016     | Phù Đổng FC                                                                     |       |
| 2017     | Nam Định B, Quảng Ngãi, Bà Rịa Vũng Tàu, Vĩnh Long                              |       |
| 2018     | Hà Nội C, Hoàng Sang Thành phố Hồ Chí Minh, SHB Đà Nẵng B                       |       |
| 2019     | Trẻ Thành phố Hồ Chí Minh, Đồng Nai, PVF, Tuấn Tú Phú Thọ                       |       |
| 2020     | Hải Nam Vĩnh Phúc, Trẻ Quảng Nam                                                |       |
| 2021     | Giải đấu không được tổ chức vì COVID-19                                         |       |
| 2022     | Dugong Kiên Giang, Luxury Hạ Long                                               |       |
| 2023     | Kon Tum, Định Hướng Phú Nhuận                                                   |       |
| 2024     | Gia Định, Quảng Ninh                                                            |       |

## Các đội bóng mùa giải 2024
- Zantino Vĩnh Phúc
- Hoài Đức
- Trẻ Đông Á Thanh Hoá
- Quảng Ninh
- Hoài Đức
- Trung tâm bóng đá Đào Hà
- Trẻ PVF–CAND
- Trẻ Nam Định
- Trẻ Công an Hà Nội
- Học viện LPBank HAGL
- Trẻ Bình Dương
- Tây Ninh
- Trẻ Thành phố Hồ Chí Minh
- Phú Yên
- Cần Thơ
- Trẻ Đồng Nai